# Jeugdkerk

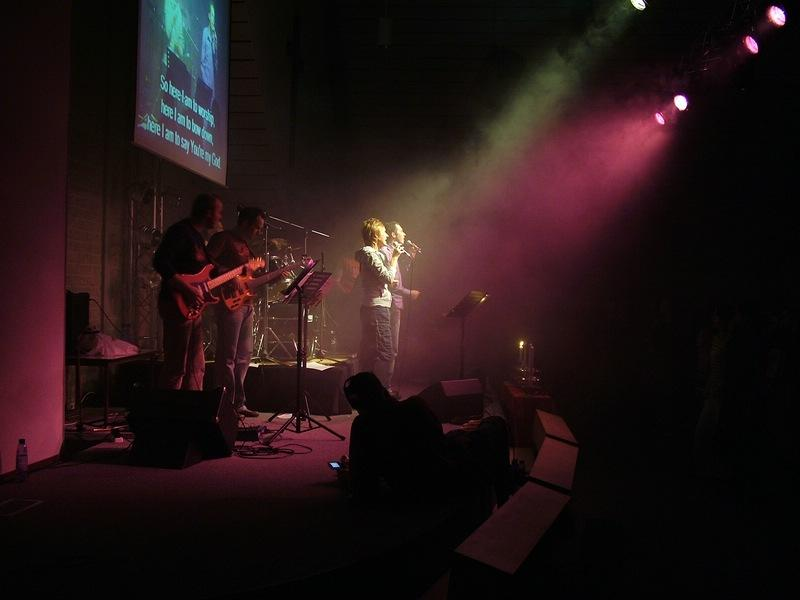
Jeugdkerk D-Vote (2006)

Een jeugdkerk of jongerenkerk is een kerkelijke bijeenkomst waarbij het christelijk geloof in een eigentijds jasje is gestoken zodat het jongeren gemakkelijker aanspreekt.
Jeugdkerken zijn vaak evangeliserend van karakter. Dit zorgt ervoor dat de nadruk ligt op de boodschap van Jezus Christus, zaken waarover de verschillende kerken van mening verschillen worden gemeden.
Omdat een jeugdkerk in het algemeen een interkerkelijk initiatief is, wordt de invulling van het jeugdkerkwerk een mix van rituelen van kerken die eraan meewerken. Jongeren uit verschillende gemeenschappen kunnen zich vanuit verschillende achtergronden leren bijdragen aan wederzijds respect en aan het toepasbaar maken van de inhoud van de Bijbel in het dagelijks leven. Dit door eigentijdse muziek met bijvoorbeeld opwekkingsliederen, persoonlijke getuigenissen, meditatie, korte studies en discussies.

## Geschiedenis in Nederland
Het begrip 'jeugdkerk' werd in de eerste helft van de twintigste eeuw voor het eerst gebezigd en had toen vooral betrekking op initiatieven uit vrijzinnig-protestantse kerken voor pubers. Zo had de Nederlandse Protestantenbond in die tijd een commissie die eens in de twee weken 'godsdienstoefeningen voor de jeugd' organiseerde, waarbij de doelgroep uit 12- tot 16-jarige jongens en meisjes bestond. De gewone kerkdiensten zouden de jeugd nog weleens eerder kunnen afstoten van het religieuze leven dan ernaartoe doen trekken, zo meende men, daarom zocht de jeugdkerk 'in voor hen bevattelijken vorm en in aansluiting aan hun geestesontwikkeling, leiding te geven aan hun godsdienstig leven, hun idealisme te sterken, in den kring van hun levensbeschouwing het licht te doen vallen op de waarde van het geloof in God en van het vertrouwen in de menschheid'. Op 9 december 1918 hield ds. Andries Martinus van de Laar Krafft (1891-1964) de eerste jeugdkerkdienst te Rotterdam, waar Krafft speciaal als jeugdpredikant was aangesteld.
In een andere fase, in de jaren 60, kreeg Leo Brueren, in 1965 van de bisschop van Roermond en geaccrediteerd door het Vaticaan, toestemming om experimenteel af te wijken van de wereldwijd voor rooms-katholieken voorgeschreven traditionele teksten voor liturgie, zang en het muziekrepertoire. Sindsdien hield hij elke zondagochtend dergelijke diensten in de Jongerenkerk Venlo, waarvoor jong en oud naar de kerk kwamen. De kerk was zelfs zo in trek, dat na korte tijd mensen in de voorheen leeggelopen kerk moesten staan omdat er een tekort was aan zitplaatsen. Sinds het overlijden van Brueren worden de diensten bij tourbeurt overgenomen door verschillende pastors, maar ook deken Jos Spee.
Begin 21e eeuw kreeg de term jeugdkerk nieuwe invulling nadat Marcel Gaasenbeek, oprichter van jeugdkerk Enter the Fish in Hellevoetsluis, optrad in het EO-programma Het Elfde Uur in 2001. Naar aanleiding daarvan ontstond door heel Nederland een groot aantal jeugdkerken. Soms ging het om al bestaande initiatieven die zichzelf jeugdkerk gingen noemen of door de buitenwacht onder dat label werden geschaard. In 2004 waren er bijna 60 jeugdkerken. Met name de start van jeugdkerk Godfashion in Zwolle veroorzaakte veel discussie in traditionele kringen, omdat men bezorgd was dat de jeugdkerk juist jongeren uit de 'gewone' kerk zou halen.
De jeugdkerk-beweging beleefde haar hoogtepunt rond 2005. Veel jeugdkerken – waaronder Godfashion en Enter the Fish – werden in de jaren daarna opgeheven, door gebrek aan vrijwilligers, financiën of bezoekers. In januari 2007 hief Stichting Jeugdkerken, de ondersteunende organisatie voor beginnende jeugdkerken, zichzelf op, omdat er nauwelijks nieuwe jeugdkerken bij kwamen. Gaasenbeek gaf aan dat de hoop "dat er veel mensen tot geloof zouden komen" niet was uitgekomen.